# القوزح
القوزح هي إحدى القرى اللبنانية من قرى قضاء بنت جبيل في محافظة النبطية
تبعد القوزح 129 كلم (80.1606 ميل) عن بيروت عاصمة لبنان . ترتفع 730 م (2395.13 قدم - 798.328 ياردة) عن سطح البحر وتمتد على مساحة 541 هكتاراً (5.41 كلم²- 2.08826 ميل²).
القرى المجاورة للقوزح هي
- دبل
- بيت ليف
- عيتا الشعب
- رامية
- رميش
- صربين

تتحدر عائلتي كرم والتي اصبحت كنيتها أبو كرم خلال إحصاءات عام ١٩٣٦ وعائلة رزق من حدث الجبّة والتي غادرتها العائلتين بعد أن استشهد كبيرهم أبو كرم الحدثي منذ حوالي سنة ١٦٥٠ وأتو بلدة القوزح وهم من بنو كنيستها لاحقاً

## وصلات خارجية
موقع مركز المعلوماتية للتنمية المحلية في لبنان